# Pape Satàn, pape Satàn aleppe

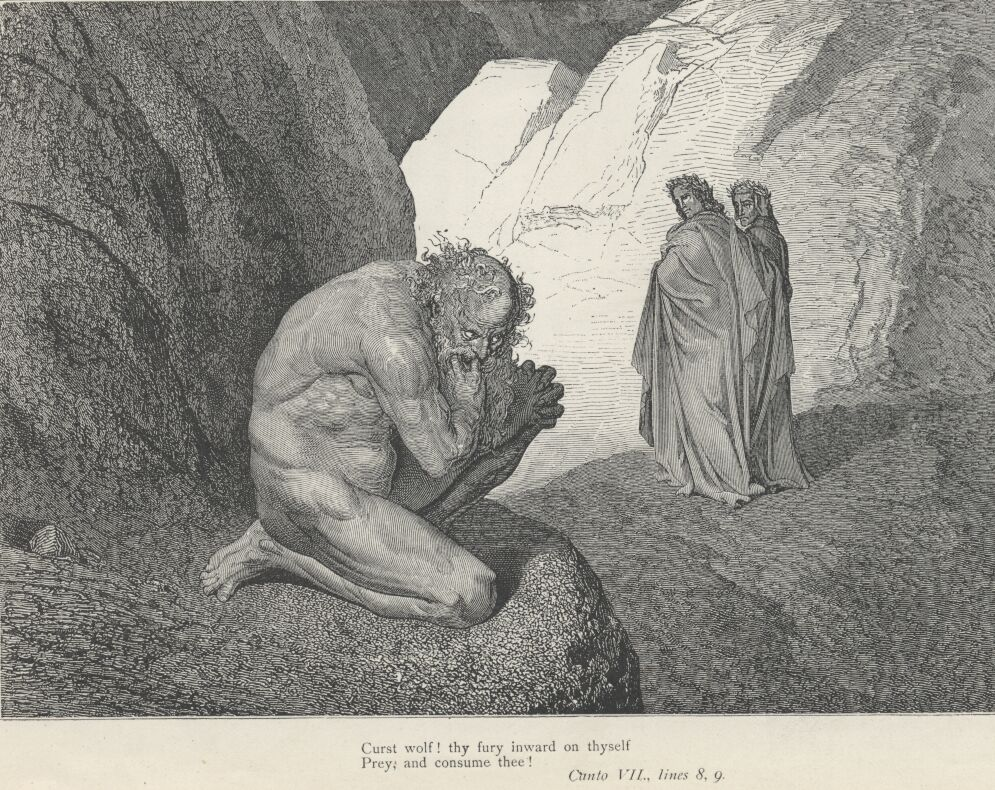
Infern Cant setè: Plutus deixa passar Dante i Virgili. Il·lustració de Gustave Doré

Pape Satan és un vers escrit per Dante Alighieri en el començament del Cant Setè de l'Infern, de la Divina Comèdia.

## En la Divina Comèdia
El vers és pronunciat per Plutus, que Dante erigeix en guardià del Quart Cercle, dels condemnats en relació amb la riquesa, i diu:
«Pape Satàn, pape Satàn, aleppe!»,
començà Plutus amb veu rogallosa;
i el noble savi, que tot ho sabia,
digué per confortar-me: «Que la por
no t'altere, perquè el poder que té
no impedirà que baixem aquest cingle.»
(Infern, VII, vv. 1-6)
El vers, que consta de només tres paraules, és famós pel seu escaient ritme mètric, la qual cosa dona el to d'una invocació a Satanàs (l'única paraula reconeixible).
Segons Chiavacci la traducció seria: «oh Satanàs, oh Satanàs, ai!», el cant comença de sobte amb les paraules de Plutus (l'acotació començà Plutus és volgudament posposada, paraules que sonen fosques i amb una veu aspra que sembla inhumana. La duresa dels sons i la seva estranyesa ja caracteritzen en només dues línies el to dur i violent de tot el cercle d'avars, on l'ésser humà apareix aclaparat i com apagat. Quan Dante demana a Virgili si podria reconèixer algú d'aquest cercle, ell respon: «És una idea vana: / la vida sense seny que els emporcà / ara els fa opacs al reconeixement...» (Infern VII, vv: 52-54).
Segons alguns, el primer vers del cant és una expressió inventada, però d'acord amb altres, té elements etimològicament recognoscibles.
Per les escasses informacions que dona Dante, sabem que:
1. Virgili l'entén (el noble savi, que tot ho sabia).
2. Això és només el començament d'una altra cosa (començà Plutus...).
3. És una expressió d'ira (Calla, llop maleït, / rosega't les entranyes amb la ràbia.).
4. Té un efecte d'amenaça vers Dante (Que la por / no t'altere, perquè el poder que té / no impedirà que baixem aquest cingle).

La paraula Satanàs repetida dues vegades i la paraula Pape s'assembla a un imperatiu llatí (encara que no hi ha cap verb en el vers) fa pensar en una oració o una invocació al maligne contra els intrusos (de manera que Virgili es veu obligat a repetir, amb una lleugera variació, l'expressió vuolsi così cola…, és a dir: ho volen en l'altura…, a fi de que Plutus no els impedeixi el pas.).
Dante probablement pretenia donar un sentit, encara que fosc, a les paraules demoníaques posant-hi almenys alguna cosa reconeixible (Satàn), però deixant una indeterminació amenaçant, on qualsevol pogués imaginar el significat que li semblés més terrible i que el pogués espantar més.

## Possibles explicacions
Les explicacions són múltiples i varien segons els comentaristes:
- Pape (o PAPE) podria ser una traducció del terme  papae llatí, grec παπαί papai, una interjecció de sorpresa o enuig. Ràbia evidenciada en els comentaristes antics (exclamacions com ohibò o bé oddio, encara que avui en general practiquem interjeccions una mica més genitals).
- aleppe, podria derivar d'alef, la A de l'alfabet hebraic (alfa en grec). La deformació fonètica d'alef en aleppeseria similar a la de Yosef en Giuseppe. Però aquest aleph en hebreu, que també significa el número u, el principi que ho conté el tot, i és un títol de la majestat de Déu, a l'edat mitjana tardana, representa que era utilitzat en forma d'interjecció, per tant com una mena de oddio (Déu meu) [1].
- Per tant, la frase seria, juntament amb la interpretació d'altres comentaristes, una barreja de llatí (papae, genitiu de papa), grec (satanàs, que significa adversari) i hebreu (aleph o alef primera lletra de l'alfabet hebreu) i la frase significaria primer enemic del papa.
- Els dos termes Pape i Aleppe, molt discutits, són dues exclamacions (la primera de meravella, la segona de dolor) ben conegudes pels comentaristes antics. Així resumeix Buti el significat del vers i de l'actitud de Plutus: «En aquest vers fa tres coses: primer: meravella ...; Doler-se de la vinguda de Dante el segon, i tercer: crida Satanàs en ajut seu, per aturar a Dante». Per tant, el vers expressa, segons diu Buti: «meravella (perquè Dante és viu), dolor (perquè viola el regne infernal) i una crida a Satanàs (d'aquí el temor de Dante: v. 5), i explica que: «Al·legòricament, es pot dir que coneixent aquells homes del món, el dimoni de l'avarícia no pot entendre que un humà, que baixa al cercle dels avars, estigui viu; és a dir que no hagi mort engolit per aquell pecat», i per això Plutus presenta aquesta triple reacció.
- El significat d'aquest primer vers, tan debatut pels moderns, semblava, però, que era ben desxifrable per als antics, a la interpretació dels quals Chiavacci  creu que és correcte ser fidel: «Les dues paraules incomprensibles per a nosaltres - pape i aleppe - tenien de fet en aquell moment un significat que també es podia trobar en els vocabularis i que normalment s'utilitzaven en els escrits llatins (papae i aleph). Per tant, Dante els utilitza sens dubte com a argot lluny de l'ús comú, ja que les dues paraules són una d'origen grec i l'altra hebrea, però no sense sentit, com alguns han pensat (ja que Virgili els entén).
- De fet, tots els comentaristes antics coincideixen a entendre pape com a interiectio admirantis, és a dir, com una exclamació de meravella; aleppe com a interiectio dolentis, és a dir, una exclamació de dolor».
- D'altra banda, segons Umberto Bosco i Giovanni Reggio: «la paraula Satanàs, repetida dues vegades, deixa clar que Dante tenia intenció de donar un significat, encara que fosc, a les paraules del diable: serà una invocació a Satanàs, però una invocació de la qual només apareixen les primeres paraules, el començament d'un crit amenaçador». La recerca més docta i precisa, realitzada sobre glossaris medievals, la va dur a terme a principis de segle Domenico Guerri, qui va arribar a aquesta interpretació: Oh Satanàs, oh Satanàs, Déu! seria per tant, el començament d'una invocació al rei de l'Infern, o, com diu el mateix Guerri: «no un discurs, sinó un sobtat esclat, amb el qual Plutus comença a expressar els seus sentiments, on la sorpresa ja és l'amenaça».
- Ja a la meitat del segle xx, algun comentarista havia suposat un probable origen àrab d'aquestes paraules en qüestió, fent correspondre aleppe a l'imperatiu de labba: aturar-se, una interpretació que seria coherent amb el context en quant que el sentit seria: la porta de Satanàs, la porta de Satanàs. Atura't. Si tenim en compte que Dante no coneixia l'àrab, podem pensar que potser només volia recrear la suggestió d'aquella llengua escoltada. D'altra banda, també s'ha suggerit que Brunetto Latini el seu mestre i amic, podia haver-lo apropat a elements de la cultura islàmica, que ell havia conegut durant els anys viscuts a Oviedo (Astúries).

Segons alguns estudiosos de la cultura àrab, Dante hauria pouat en fonts àrabs, abans d'escriure la Comèdia. Abundant en aquest tema Asin Palacios en el seu llibre, menciona una possible influència d'unes llegendes àrabs, on Mahoma visita l'infern guiat per un àngel, en l'elaboració de la Comèdia.
Dante no menyspreava el món musulmà a priori: Si posa Mahoma entre els condemnats, a la vegada nomena tres musulmans que es troben entre els Esperits insignes dels llimbs en el Quart Cant: Saladí, Avicena, i Averroes.
Els dubtes sobre l'origen àrab de la frase, però, sorgeixen del significat amable de l'expressió, que no estaria d'acord amb els suggeriments del context que l'acompanya.
També hi ha una teoria, sens dubte interessant per veure la varietat de suggeriments que aquestes paraules han suscitat en els estudiosos que interpreta les paraules com una transliteració del francès: Pas paix Satanàs, Satanàs pas Paix, à l'épée ('Satanàs res de pau, no hi ha pau Satanàs, a l'espasa').
Una altra interpretació del francès seria: Paix, paix, Satanàs, paix, paix, Satanàs, allez, paix ('Pau, pau, Satanàs, la pau, la pau, Satanàs, vine, la pau'), o Papi Satanàs allez en paix (Papa Satanàs aneu en pau).
Una transliteració del francès també la va proposar Benvenuto Cellini en la seva autobiografia, on afirma haver escoltat aquesta frase durant una discussió a París [2].
Segons Leone Tondelli Pape Satan significa temptador del papa (Pape és la forma medieval del llatí papae), i això pel fet que en el cercle dels avars i els pròdigs, són castigats diversos papes i altres eclesiàstics, inclinats a l'avarícia.

## Traduccions
El problema del significat d'aquesta frase és particularment crucial per a qualsevol traductor del poema de Dante, que és, òbviament posat a prova degut a l'aparent manca de sentit d'allò que es diu.
Especialment brillant és la solució adoptada per Carlo Porta per la seva traducció d'aquest passatge al milanès. De fet, va partir d'una famosa cançó de bressol que a més tenia un significat bastant obscur que parla del rapte d'una noia (Arabella Cornaro) per part un vell comte, i posteriorment la noia mor penjada en fosques circumstàncies: Ara bell'Ara discesa Cornara. El vers s'utilitzava en un joc infantil, per tal de decidir qui es manté en el joc i qui no: En Porta aquí se'n va servir per indicar a Plutus que el poeta i Virgili podran prosseguir, però Plutus no podrà seguir-los.
A part de tot el que hem comentat, hi ha moltes més aportacions, però acabem com diu Sermonti després d'exposar algunes d'aquestes teories: «Prou, acontentem-nos registrant que, a la vista dels dos poetes, Plutus, més aviat contrariat i amb veu aspra diu el nom de Satanàs i possiblement li demana ajut».
L'expressió és tan popular a Itàlia, que es pot trobar en pel·lícules, llibres i cançons de grups populars.